# Schemă piramidală

Progresia exponențială nesustenabilă a unei scheme piramidale clasice, presupunând că fiecare membru este obligat să recruteze 6 persoane noi.

O schemă piramidală este un model de afaceri care recrutează membrii mai degrabă printr-o promisiune de plăți sau servicii pentru înscrierea altora în schemă, decât furnizarea de investiții sau vânzarea de produse . Pe măsură ce recrutarea se înmulțește, recrutarea de noi membri devine rapid imposibilă, iar majoritatea membrilor nu pot obține profit; ca atare, schemele piramidale sunt nesustenabile și adesea ilegale.
Schemele piramidale au existat de cel puțin un secol în diferite moduri. Unele planuri de „Multi-level marketing” sau marketing pe mai multe niveluri (MLM) au fost clasificate ca scheme piramidale. 

## Concept și modele de bază
Într-o schemă piramidală, organizația obligă persoanele care doresc să se alăture să efectueze o plată, și să recruteze persoane noi în această schemă. În schimbul acestor acțiuni, organizația le promite noilor membri o parte din banii luați de la fiecare membru suplimentar pe care îl recrutează. Directorii organizației (cei din partea de sus a piramidei) primesc, de asemenea, o parte din aceste plăți. Pentru directori, schema este potențial profitabilă - indiferent dacă fac sau nu vreo muncă, calitatea de membru al organizației are un puternic stimulent pentru a continua recrutarea și direcționarea banilor în partea de sus a piramidei.
Astfel de organizații implică rareori vânzări de produse sau servicii cu valoare. Fără a crea bunuri sau servicii, singurele fluxuri de venituri pentru schemă sunt recrutarea mai multor membri sau solicitarea mai multor bani de la membrii actuali prin diferite moduri. Comportamentul schemelor piramidale urmează destul de atent matematica privind creșterea exponențială. Fiecare nivel al piramidei este mult mai mare decât cel dinaintea sa. Pentru ca o schemă piramidală să câștige bani pentru toți cei care se înscriu în ea, ar trebui să se extindă la nesfârșit. Acest lucru nu este posibil, deoarece populația Pământului este finită. Când schema se termină inevitabil cu recruți noi, iar membrii sunt lipsiți de alte surse de venit, schema se prăbușește. Deoarece termenii cei mai mari dintr-o secvență geometrică sunt la sfârșit, majoritatea oamenilor se vor afla la nivelurile inferioare ale piramidei; în consecință, stratul inferior al piramidei conține cei mai mulți oameni. Oamenii care lucrează pentru scheme piramidale încearcă să promoveze compania reală în locul produsului pe care îl vând. În cele din urmă, toți oamenii de la nivelurile inferioare ale piramidei nu fac bani; numai cei din partea de sus obțin profit. 
Oamenii din straturile superioare ale piramidei profită de obicei, în timp ce cei din straturile inferioare pierd de obicei bani. Deoarece majoritatea membrilor din schemă sunt în partea de jos, majoritatea participanților nu vor câștiga bani. În special, atunci când schema se prăbușește, majoritatea membrilor vor fi în straturile inferioare și, prin urmare, nu vor avea nicio oportunitate de a profita de pe urma schemei; totuși, aceștia deja au plătit pentru a se alătura. Prin urmare, o schemă piramidală se caracterizează prin faptul că câțiva oameni (inclusiv creatorii schemei) câștigă sume mari de bani, în timp ce membrii ulteriori pierd bani. Din acest motiv, acestea sunt considerate escrocherii. 

### Modelul „opt mingi”

Modelul „cu opt mingi” conține în total cincisprezece membri. Rețineți că într-o progresie aritmetică 1 + 2 + 3 + 4 + 5 = 15. În schimb, schema piramidală din imagine este o progresie geometrică 1 + 2 + 4 + 8 = 15.

Multe piramide sunt mai sofisticate decât modelul simplu. Acestea recunosc că recrutarea unui număr mare de alte persoane într-o schemă poate fi dificil, deci se folosește un model aparent mai simplu. În acest model, fiecare persoană trebuie să recruteze alte două persoane, dar ușurința de a realiza acest lucru este compensată, deoarece crește și profunzimea necesară pentru recuperarea banilor. Schema impune ca o persoană să recruteze alte doua, care trebuie să recruteze fiecare alte două și așa mai departe.
Instanțele anterioare ale acestei scheme au fost denumite „Jocul Avionului⁠(en)[traduceți] ” și cele patru niveluri etichetate ca „căpitan”, „copilot”, „echipaj” și „pasager” pentru a indica nivelul unei persoane. Un alt exemplu a fost denumit „Original Dinner Party”, care a etichetat nivelurile drept „desert”, „fel principal”, „salată” și „aperitiv”. O persoană pe cursul „desert” este cea din vârful copacului. O altă variantă, „Comercianții de comori”, utilizează în mod diferit termeni de gemologie precum „lustruitori”, „tăietori de piatră” etc. O versiune numită „Fractalul Abundenței” folosește cele patru elemente ca nume de niveluri: „Foc”, „Aer”, „Pământ” și „Apă”. O variantă mai recentă cunoscută sub numele de Living Workshop ia numele plantelor, numind nivelurile „sămânță”, „puieți”, „flori” și „lotus”.
Astfel de scheme pot încerca să-și minimizeze natura piramidală, referindu-se la ei înșiși drept „cercuri de cadouri” cu bani „înzestrați”. Alții se concentrează pe schimbul de cercuri sau teme educaționale în jurul „abundenței” pentru a îndepărta atenția de la structura nesustenabilă. Schemele populare precum „Women Empowering Women”  fac exact acest lucru.
Indiferent de eufemismul utilizat, există 15 persoane în total în patru niveluri (1 + 2 + 4 + 8) în schemă - cu jocul de avion ca exemplu, persoana din partea de sus a acestui copac este „căpitanul”, cei doi dedesubt sunt „copiloți”, cei patru de dedesubt sunt „echipaj”, iar cei opt inferiori sunt „pasagerii”.

La zece niveluri adânci, „jocul cu avionul” are o rată de pierdere de 87%.

Cei 8 pasageri trebuie să plătească fiecare (sau sa facă „cadou”) o sumă (de exemplu, 500 RON) pentru a se alătura schemei. Această sumă (de exemplu, 4 000 de RON) merge la căpitan, care pleacă, iar cei ce au plătit (de exemplu, 500 RON) avansează cu un nivel. Acum sunt doi noi căpitani, două grupuri ce recrutează, fiecare grup necesitând 8 pasageri noi. O persoană care se alătură schemei ca pasager nu va vedea beneficii până nu va avansa prin nivelurile echipajului și copilotului și va ieși din schemă ca căpitan. Prin urmare, participanții la cele trei niveluri inferioare ale piramidei își pierd banii dacă schema se prăbușește (urmărește imaginea de mai sus).
Dacă o persoană folosește acest model ca înșelătorie, persoanele din top vor lua majoritatea banilor. Acestea ar face acest lucru completând primele trei niveluri (cu una, două și patru persoane) cu nume false, asigurându-se că primesc primele șapte plăți, de opt ori suma achiziționată, fără a plăti singuri niciun ban. Deci, dacă investiția ar fi de 500 de RON de la fiecare persoană recrutată, ar primi 4 000 de RON, plătiți de primii 8 investitori. Vor continua să cumpere sub investitorii reali și să promoveze și să prelungească schema cât mai mult posibil pentru a le permite să scape și mai mult din acesta înainte de a se prăbuși.
Deși „căpitanul” este persoana din vârful copacului, după ce a primit plata de la cei opt pasageri plătiți, odată ce părăsesc schema, pot reintra în piramidă ca „pasager” și speră să recruteze suficient pentru a ajunge căpitan din nou, câștigând astfel o a doua plată.

## Conexiune cu Marketing pe mai multe niveluri (MLM)
Companiile de marketing pe mai multe niveluri (MLM) funcționează ca scheme piramidale, iar consumatorii confundă adesea marketingul legitim pe mai multe niveluri cu schemele piramidale.    

Potrivit Comisiei federale pentru comerț din SUA, întreprinderile legitime MLM, spre deosebire de schemele piramidale, au un produs autentic de vânzare: 
„Nu toate planurile de marketing pe mai multe niveluri sunt legitime. Dacă banii pe care îi câștigați se bazează pe vânzările dvs. către public, poate fi un plan legitim de marketing pe mai multe niveluri. Dacă banii pe care îi câștigi se bazează pe numărul de persoane pe care le recrutezi și pe vânzările tale către aceștia, probabil că nu. Ar putea fi o schemă piramidală. " 
În schimb, schemele piramidale „pot pretinde să vândă un produs”, dar adesea „pur și simplu folosesc produsul pentru a-și ascunde structura piramidală”.  În timp ce unii oameni numesc MLM-urile în general „vânzarea piramidei”,     alții folosesc termenul pentru a desemna o schemă piramidală ilegală care se maschează ca MLM. 
Comisia Federală pentru Comerț avertizează împotriva implicării „în planuri în care banii pe care îi câștigați se bazează în principal pe numărul de distribuitori pe care îi recrutați și pe vânzările către aceștia, mai degrabă decât pe vânzările dvs. către persoane din afara planului care intenționează să utilizeze produsele”. 
Unii comentatori susțin că MLM-urile în general nu sunt altceva decât scheme piramidale legalizate.    O schemă piramidală le va solicita recrutorilor să se înscrie la afacere cu un cost mare.   Acestea sunt legi diferite în fiecare stat și întreprind acțiuni diferite față de schemele piramidale, dar marketingul pe mai multe niveluri este legal.  Grupurile de lobby de marketing pe mai multe niveluri au presat autoritățile de reglementare ale guvernului SUA să mențină statutul juridic al acestor scheme. </br>